# 一条頼氏
一条 頼氏（いちじょう よりうじ、建久9年〈1198年〉 - 宝治2年4月5日〈1248年4月29日〉）は、鎌倉時代前期の公卿。藤原北家中御門流、参議・一条高能の三男。官位は従二位・左兵衛督。

## 経歴
頼氏には2人の兄（能氏・能継）がいたが、母親の身分より早くから嫡男と決められていたと考えられている。だが、誕生した年に父・高能が死去したためか昇進は遅く、建保3年（1215年）に叙爵（従五位下叙位）を受けているが、18歳での叙爵は10歳に満たないうちに叙爵された父や叔父と比較すると遅いものであった。また、一条家も叔父の一条信能が実質上の当主であったと考えられている。建保5年（1217年）には侍従に任ぜられた。
後に北条時房の娘を室に迎え、承久3年（1221年）には嫡男・能基が誕生している。この年に承久の乱が勃発し、叔父信能・尊長らは後鳥羽上皇に与した。だが、北条氏の縁者ということで身の危険を感じた頼氏は京都を脱出して鎌倉へ逃れ、鎌倉幕府に事態の進展を報告した。乱後に信能らは処刑されたが、頼氏は難を逃れ、貞応2年（1223年）に右衛門権佐に任ぜられている。
元仁元年（1224年）に右近衛少将に任ぜられて以後は、嘉禄2年（1226年）正五位下、安貞2年（1228年）従四位下、貞永2年（1233年）には従四位上、嘉禎元年（1235年）正四位下・右兵衛督に任ぜられるなど、一条家の当主として順調に昇進する。嘉禎2年（1236年）には従三位に叙せられて公卿に列した。
参議任官はならなかったが、皇后宮権大夫・左兵衛督を務め、暦仁元年（1238年）正三位に叙せられると、宝治元年（1247年）には従二位に至る。宝治2年（1248年）4月5日に薨去。享年51。
2人の息子の室を北条氏から迎えて鎌倉幕府に出仕させ、貞応3年（1224年）の伊賀氏事件においても叔父一条実雅には加担せず、引き続き北条氏を支持することで家格の維持に努めた。

## 官歴
『公卿補任』による。
- 建保3年（1215年） 正月17日：叙爵（従五位下
- 建保5年（1217年） 12月12日：侍従
- 貞応2年（1223年） 正月27日：右衛門権佐
- 元仁元年（1224年） 正月23日：従五位上。12月17日：右近衛少将
- 元仁2年（1225年） 正月23日：兼越後介
- 嘉禄2年（1226年） 12月16日：正五位下
- 安貞2年（1228年） 正月5日：従四位下。2月1日：更任右近衛少将。6月24日：進怠状（去19日依行幸還御不供奉也）。8月2日：返給怠状
- 寛喜2年（1230年） 正月24日：兼周防権介
- 貞永2年（1233年） 正月6日：従四位上
- 嘉禎元年（1235年） 8月30日：右兵衛督。11月19日：正四位下（曎子内親王給）
- 嘉禎2年（1236年） 12月18日：従三位、督如元
- 暦仁元年（1238年） 閏2月27日：皇后宮権大夫（皇后・利子内親王）、去督、正三位
- 延応元年（1239年） 11月12日：止大夫。日付不詳：左兵衛督?
- 宝治元年（1247年） 12月8日：従二位、罷督
- 宝治2年（1248年） 4月5日：薨去

## 系譜
- 父：一条高能
- 母：松殿基房の娘
- 妻：北条時房の娘
  - 長男：一条能基（1220-1285）
  - 次男：一条能清（1226-1295）
- 生母不明の子女
  - 男子：一条定氏
  - 男子：禅海
  - 女子：松殿良嗣室、のち鷹司伊頼室
  - 女子：洞院実雄室